# En el nombre del rey 3
En el nombre del rey 3, también conocido como En el nombre del rey 3: La última misión es una película de acción y fantasía de 2014 coproducida y dirigida por Uwe Boll. Protagonizada por Dominic Purcell, es la tercera entrega de la serie, y la secuela de En el nombre del rey 2: Dos mundos de 2011.

## Argumento
Hazen Kaine (Dominic Purcell) es un despiadado asesino de hoy en día, con ganas de salir y decidido a abandonar el negocio después de realizar un último trabajo que involucra a una familia real europea; secuestrar a las dos hijas. Hazen completa fácilmente esta tarea y encierra a las dos chicas en una caja de conexiones y descubre que una de las chicas lleva un collar con un amuleto que se parece a un tatuaje que tiene y toma el amuleto de la joven, lo que abre un portal. a la Edad Media.
Una vez allí, Hazen pronto se orienta y se da cuenta rápidamente de que un dragón está atacando un pueblo frente a él. Hazen corre hacia el pueblo cuando ve que el dragón lo ha notado y ahora también lo ataca. Utiliza su pistola para disparar al dragón. Cuando dos hermanas, Arabella (Ralitsa Paskaleva) y Emeline (Daria Simeonova) notan esto, lo llaman y lo llevan a su casa por seguridad. Las hermanas pronto lo llevan con su chamán, donde descubre que fue elegido para regresar a la Edad Media y devolver el orden a un reino en caos.
Hazen se da cuenta de que debe enfrentarse al malvado Rey Tervon (Marian Valev), quien se ha apoderado del reino. Él y las hermanas forman un ejército y se dirigen al castillo de Tervon, pero son emboscados por los ejércitos del rey. Después de una seria batalla, Hazen se enfrenta y derrota fácilmente a Tervon en un duelo. También se revela que el dragón que atacó la aldea anteriormente en realidad está controlado por Tervon, quien lo llama para escapar cuando es derrotado en el duelo contra Hazen. Ahora Hazen se enfrenta a un rey malvado, sus ejércitos y el dragón que controla, ya que Hazen se da cuenta de que debe luchar del lado del bien. Él y Arabella finalmente llegan al castillo de Tervon y Hazen lo derrota y lo mata con facilidad.
Arabella le dice que debe salvar a las chicas que encerró en la caja de conexión. Hazen regresa a su tiempo, pero el dragón ahora bajo el control de nadie lo sigue tratando de matarlo. Los hombres que lo contrataron también están tratando de matarlo. Encuentra al hombre que lo contrató sosteniendo a las chicas a punta de pistola. Lucha contra los secuaces restantes y uno de ellos es llevado por el dragón, que se dirige a un lugar desconocido. Hazen devuelve a las niñas a casa y su padre le permite salir ileso; a lo que Hazen le agradece a cambio y se marcha. En la toma final, se ve al dragón volando en el fondo.

## Reparto
- Dominic Purcell como Hazen Kaine
- Ralitsa Paskaleva como Arabella
- Daria Simeonova como Emeline
- Marian Valev como el rey Tervon